# 太田衣美
太田 衣美（おおた えみ、1980年1月22日 - ）は、声優、歌手、女優として活動していた日本の女性タレント。ヒラタオフィス、アミューズ、ダブルアップエンタテインメントに所属していた。本名および旧芸名は太田 絵美（読み同じ）。かつては鴻口 可南（こうぐち かな）、可名（かな）、KANA（カナ）名義でも活動していた。愛称はえみっち。
神奈川県横浜市出身。血液型はAB型。活動当時の身長は161センチメートル、スリーサイズはB81・W59・H84であった。
趣味は水彩画、インテリア作り、映画鑑賞。特技はピアノ、声を変えること、動物の鳴きまね。
2008年を境に芸能活動の実績は無くなり、事実上引退した。後に『OHA OHA アニキ』の『おはスタ』特集において出演時の映像が使用されたが、肖像権の確認が取れなかったためか太田にはぼかし処理が施されていた。

## 出演作品

### OVA
- 真奈美&ナミ スプライト（東映ビデオ、1997年） - 佐藤 役（第1巻）、今井 役（第2巻）

### テレビアニメ
- Dr.リンにきいてみて!（テレビ東京、2001年 - 2002年） - 春日部周子 役
- 満月をさがして（テレビ東京、2002年 - 2003年） - 若松円 役、少女 役

### テレビドラマ
- 空から降る一億の星 第1話（フジテレビ、2002年）
- 恋のから騒ぎ ドラマスペシャル（日本テレビ、2004年）
- 恋する日曜日〜誰より好きなのに〜（BS-i、2005年） - 浦田智美 役
- 水曜プレミア 夜王 〜YAOH〜（TBS、2005年）
- 金曜ドラマ 夜王 〜YAOH〜 第4話（TBS、2006年）
- ケータイ刑事 銭形雷 第19話（BS-i、2006年）
- 7人の女弁護士 第2話（テレビ朝日、2006年） - リカ 役
- 警視庁捜査一課9係 第10話（テレビ朝日、2006年） - 竹村麻耶 役
- ドラマ24 Xenos（テレビ東京、2007年） - 看護士・野々宮花世 役
- 愛の劇場 砂時計（TBS、2007年） - 杏の会社の同僚 役
- 週刊 赤川次郎 代筆（テレビ東京、2007年） - 水沢遥 役
- ヅラ刑事 頭上最大の決戦（フジテレビ、2007年） - ミス・ユリア 役
- ドラマW 真夜中のマーチ（WOWOW、2007年） - つぼ振り 役

### テレビ番組
- おはスタ（テレビ東京、2000年 - 2002年） - 宇宙人キャラのおはNAVIガールKANA 役 MC → 可名 役 MC[2]
- 新・真夜中の王国（NHK BS2、2001年）
- 愛のエプロン2（テレビ朝日、2001年）
- コスモ★エンジェル（東海テレビ、2002年） - カナ 役
- コスモ★エンジェル リターンズ 地球SOS! マル秘大作戦（東海テレビ、2003年） - カナ 役
- フューチャーガールズ 第13話（東海テレビ、2003年） - カナ 役

### ネット配信番組
- お台場ちゃんねる 映画情報「MOVIE GORE」（フジテレビ、2002年 - 2003年） - MC
- クイズ！知ってど〜する!?（EZチャンネル、2004年）

### 映画
- ゴジラシリーズ
  - ゴジラ×メガギラス G消滅作戦（東宝、2000年） - KANA（おはスタ司会者[1]）、ディメンション・タイドのシステム音声[1]
  - ゴジラ・モスラ・キングギドラ 大怪獣総攻撃（東宝、2001年） - 派手な女子大生 役[1]
- ため息の理由（2005年）
- TKO HIPHOP（2005年） - エリ 役
- 電車男（東宝、2005年）
- 歌謡曲だよ、人生は〜ざんげの値打ちもない〜（ザナドゥー、2007年）
- 髪がかり（2008年） - 村井留美 役
- ギララの逆襲/洞爺湖サミット危機一発（2008年） - 通訳の女7 役

### オリジナルビデオ
- 電エース〜ハンケチ王子の秘密〜（2007年） - 太田カナ 役
- 電エース ザ・ファイナル〜気楽に生きよう〜（2007年） - ジャコメッティ 役

### 舞台
- MEN'S WORK 第6回公演「ハッチ」（2004年）
- 魚壱番ぷろでゅーす 11月公演「そなあほな〜」（2004年）

### CM
- 軽井沢・プリンスショッピングプラザ（2005年） - 同施設のスチールモデルも兼務[3]。
- Volvic インフォマーシャル（2005年）

## ディスコグラフィ
- 水色の季節（ポリスター『スプライト Vol.1 & Vol.2 オリジナル・ドラマ＋サウンドトラック』収録曲、1997年）
- ポケッターリ モンスターリ（ピカチュウレコード、2002年）
- ETERNAL SNOW 若松円バージョン（東芝EMI、2002年）